# فابيان نونيز
فابيان نونيز (بالإنجليزية: Fabian Núñez)‏ هو سياسي أمريكي، ولد في 27 ديسمبر 1966 في سان دييغو في الولايات المتحدة. حزبياً، نشط في الحزب الديمقراطي. وقد انتخب عضو جمعية ولاية كاليفورنيا عن دائرة California's 46th State Assembly district ‏ (2 ديسمبر 2002 – 30 نوفمبر 2008).